# K-line
Een K-line of kill line, soms geschreven als k:line, is een IRC-term, van toepassing op een specifieke gebruiker. Als een gebruiker K-lined is, dan wordt over het algemeen de verbinding met de IRC-server verbroken. In sommige configuraties is deze verbreking van de verbinding een tijdelijke ban, die in de configuratiebestanden van de server onthouden wordt, waar dan de term ook vandaan komt.

## Redenen
Vaak worden K-lines uitgedeeld voor ongepast gedrag, de gebruikte client-software of de locatie waarvan de gebruiker verbinding maakt.

### Gebruikersgedrag
De meest voorkomende reden van een K-line is ongepast gedrag van een verbonden gebruiker, zoals (te) grote hoeveelheden tekst verzenden (spam/flooding), andere gebruikers lastigvallen met privéberichten, enzovoort, die niet kunnen worden gecorrigeerd door channel operator privileges.

### Clientsoftware
Sommige IRC-servers kunnen geconfigureerd worden om op virussen en kwetsbaarheden in clients te scannen die met hen willen verbinden. Ze reageren op verschillende manieren, afhankelijk van het resultaat van de scan. Oude en onveilige clientsoftware kan geblokkeerd worden. Sommige netwerken, zoals freenode, accepteren geen verbindingen van/via open proxyservers, of van onbeveiligde webservers.

### Geografische locatie
Een IRC-netwerk dat servers op meerdere locaties heeft zal proberen de afstand tussen de client en server zo klein mogelijk te houden.  Men kan de verbinding verbreken met gebruikers die een verbinding maken met een server die geografisch niet de dichtstbijzijnde server in het netwerk is. Zo probeert men lokale clients voorrang te geven. Men kan de verbinding eenmalig verbreken ("killen") of de gebruiker verbannen van de veraf gelegen server (K-line). Op die manier kan men een gebruiker dwingen een server dichter bij te kiezen.

## Andere "lines"
Er zijn een aantal andere "lines" gerelateerd aan de K-line.

### G:Line/AKill
Een G-line of AKill is een globale netwerkban toegewezen aan een gebruiker. De termen komen respectievelijk uit Undernet en DALnet. De term "AKill" komt uit een eerdere server-implementatie waar de IRC Services automatisch de verbinding verbrak ("kill") met de verbannen gebruiker nadat deze ingelogd was. Tegenwoordig weigeren irc-servers meteen een verbinding van een gebruiker met een K- of G-line zonder dat er een verbinding tot stand komt.

### Z-line
Een Z-line is vergelijkbaar met een G-line, maar wordt op de IP-reeks van de client toegepast en alleen gebruikt in extreme gevallen.